# جيريمي هيتشكوك
جيريمي هيتشكوك (بالإنجليزية: Jeremy Hitchcock)‏ هو أكاديمي أمريكي، ولد في 11 سبتمبر 1981 في نيويورك في الولايات المتحدة.